# Ferrmed
Ferrmed és una associació internacional de caràcter multisectorial i un grup de pressió, liderat des de Catalunya, que té com a objectiu principal la impulsió d'un gran eix ferroviari de mercaderies que ha d'unir el sud i amb el nord d'Europa, per tal de contribuir a la millora de la competitivitat de les empreses europees, l'obtenció d'una millor connexió dels ports i aeroports amb llurs hinterlands, la promoció d'un gran eix ferroviari de mercaderies Escandinàvia-Rin-Roine-Mediterrani Occidental, la consolidació dels principals vectors de progrés a la Unió Europea i els seus països veïns i el desenvolupament sostenible mitjançant la reducció de la contaminació i l'emissió de gasos amb efecte d'hivernacle.
Des de Ferrmed, s'ha fet entre d'altres una crítica de l'actual política d'inversió de l'AVE radial des de Madrid i s'ha reclamat el Corredor Mediterrani, per fer més econòmicament rendible sistema radial de l'AVE espanyol actualment.
El 2015 van celebrar l'assemblea al Palau de la Generalitat Valenciana. En aquesta ocasió el seu president, Joan Amorós va retreure al govern central que una connexió d'ample europeu fins a València, promesa pel Ministeri de Foment per finals de 2015, només i amb prou feines atenyerà el Port de Barcelona el 2017. A l'inici del 2016, Ferrmed va anunciar «accions dràstiques» si el Corredor Mediterrani no es reactiva. Pels empresaris de tota la zona des de la frontera francesa cap a Almeria ha de ser una prioritat absoluta per al govern nou.
L'associació amb seu a Brussel·les té uns cent cinquanta membres: empreses, cambres de comerç, ports, companyies ferroviàries, universitats, etc.

## Objectius tècnics d'una xarxa eficaç
Per a millorar l'eficàcia del transport de mercaderies als eixos principals, Ferrmed proposa els estàndards següents:
- Les línies principals han de ser d'ample estàndard, a doble via, electrificades (de preferències de 25 KV) i acceptar una massa per eix de 22,5 a 25 tones
- Han de respondre al gàlib ferroviari segons la norma de la UIC (Unió Internacional de Ferrocarrils) amb una pujada maximal de 12 metres per quilòmetre.
- De preferència amb senyalització segons el sistema europeu de gestió del trànsit ferroviari (ERTMS).
- L'equip de les vies, estacions i vies de pas han de ser adaptades a trens de 1500 metres de longitud, per a trens de 3.600 a 5.000 tones.